# クレイジー・イン・アラバマ
『クレイジー・イン・アラバマ』（原題：Crazy in Alabama）は、1999年制作のアメリカ合衆国のブラック・コメディ映画。アントニオ・バンデラスの初監督映画。主演は当時バンデラスの妻だったメラニー・グリフィス。日本では劇場未公開。

## あらすじ
1965年の夏、アラバマ州のとある町に住む7人の子供の母親で女優志望のルシールは冷酷で暴力をふるう夫を殺害、その首を切断して冷凍容器に入れ、ハリウッドへと旅立った。
一方、ルシールの甥で13歳の少年ピージョーは両親を亡くしたため、兄ワイリーと共に祖母ミーモウの家で暮らしていたが、ルシールから彼女の子供たちを押し付けられたミーモウは、息子のダヴとその妻アーリーンにワイリーとピージョーを引き取らせる。
ある日、ピージョーがワイリーと一緒にプールで遊んでいると、日頃から親しくしている黒人の少年テイラーが監視員とトラブルになる。この町には根強い黒人差別が残っており、プールは白人専用で黒人は立ち入りが禁止されていた。テイラーは仲間を集めて抗議を始めるが、保安官が駆け付けて暴力的に排除、その騒ぎの中でテイラーは命を落としてしまう。
事の一部始終を見ていたピージョーの心の中に、次第に黒人差別に対する疑問が芽生えてくる。ピージョーはテイラーの葬儀に参加するが、これもまた保安官によって暴力的に弾圧される。さらに、ピージョーは黒人と抱き合っている写真が雑誌に掲載され、有名人になったことで保安官にマークされ、家にも居場所がなくなる。
その頃、ルシールはテレビドラマ『奥様は魔女』のプロデューサーに見出され、主人公サマンサのライバル役として出演することが決まった。念願の女優への階段を登り始めようとしていたルシールであったが、殺害した夫の首が発見されてしまったことで逮捕され、アラバマに護送されて裁判にかけられることになる。

## キャスト
- ルシール・ヴィンソン：メラニー・グリフィス（吹替：安達忍）
- ピーター・ジョセフ“ピージョー”・ブリス：ルーカス・ブラック（吹替：結城比呂）
- ダヴ・ブリス：デヴィッド・モース（吹替：石塚運昇）
- ジョン・ドゲット保安官：ミート・ローフ・アディ（吹替：塩屋浩三）
- ミード判事：ロッド・スタイガー（吹替：大塚周夫）
- ワイリー・ブリス：デヴィッド・スペック（吹替：福山潤）
- ネヘミア・ジャクソン：ジョン・ビーズリー（吹替：益富信孝）
- アーリーン・ブリス：キャシー・モリアーティ
- ノーマン：リチャード・シフ
- ハリー・ホール：ロバート・ワグナー（吹替：星野充昭）
- レイモンド保安官：ノア・エメリッヒ
- ミーモウ：サンドラ・シーキャット
- ジョーン・ブレイク：エリザベス・パーキンス（吹替：相楽恵美）
- サリー：ファニー・フラッグ
- マデリン：リンダ・ハート
- テイラー・ジャクソン：ルイス・ミラー
- シェーグマン：ポール・マザースキー
- ジャック：ブラッド・バイアー
- ボブ：ランダル・クレイザー
- ソンドラ：ダコタ・ジョンソン[3]（吹替：小林沙苗）
- ポール・ベン＝ヴィクター
- トニー・アメンドーラ
- ブレント・ブリスコー